# Michałowo

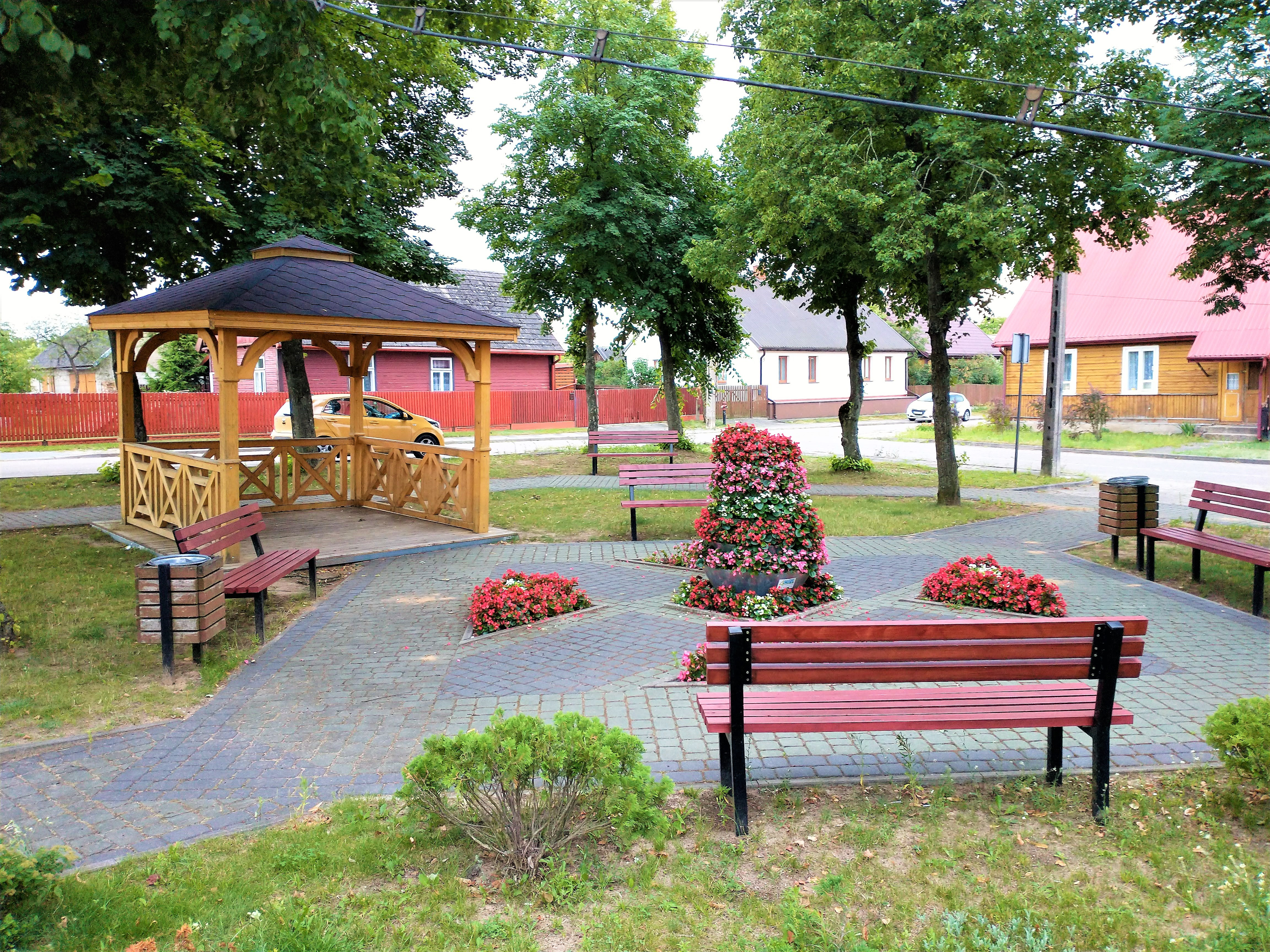
Skwer w centrum miasteczka

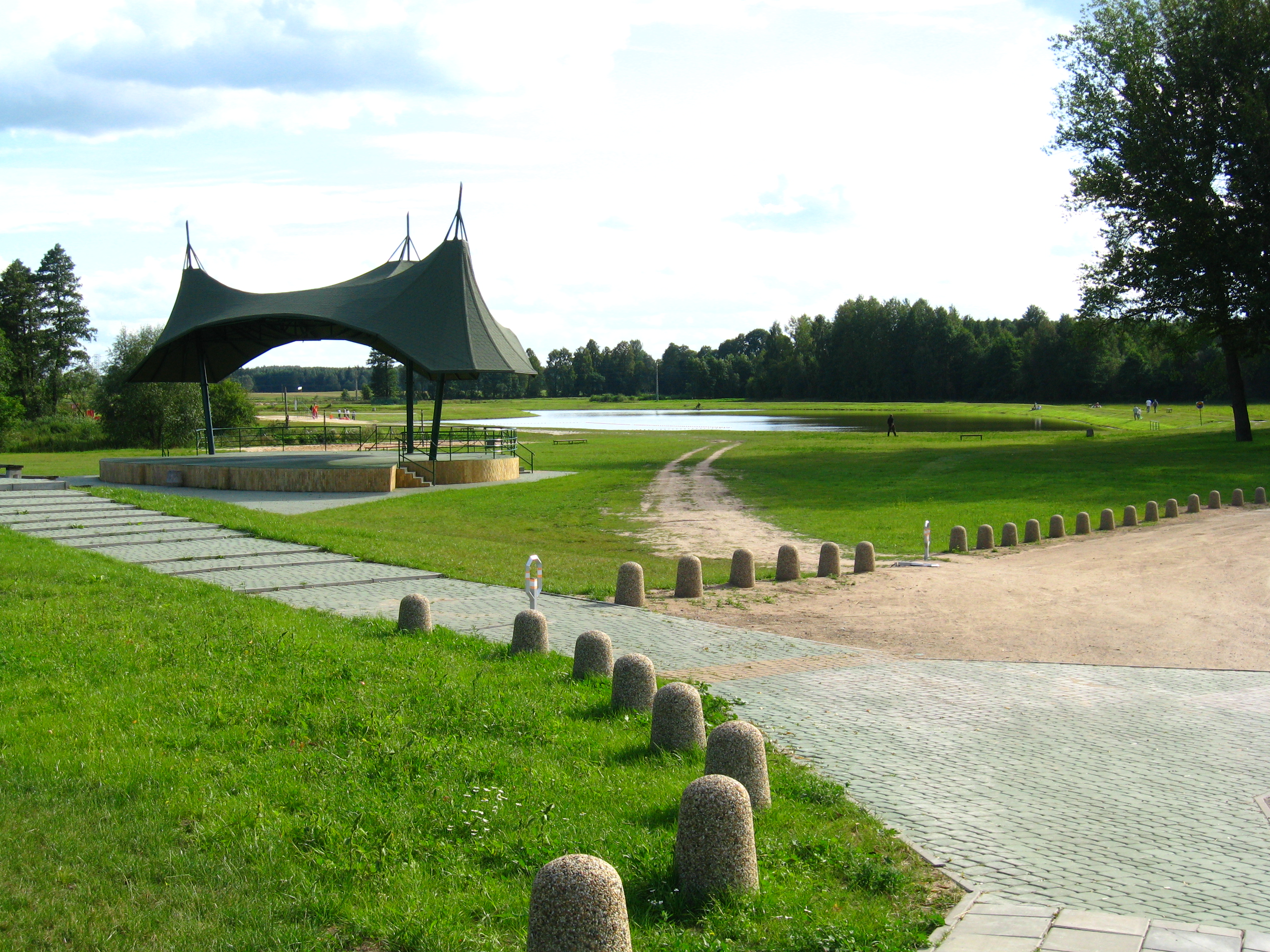
Letnia scena

Michałowo (biał. Міхалова, Michałowa) – miasto w Polsce położone w województwie podlaskim, w powiecie białostockim, w gminie Michałowo przy drodze wojewódzkiej nr 686.
W latach 1975–1998 miejscowość administracyjnie należała do województwa białostockiego.
Przez miejscowość przepływa rzeka Supraśl, dopływ Narwi.
Miejscowość jest siedzibą gminy Michałowo.

## Historia
Pierwotnie na tym terenie znajdowały się dobra i majątek Niezbudka, czasami wymieniany jako Niezbudek.
Nazwa Michałowo wywodzi się od Seweryna Michałowskiego, dziedzica ww. majątku i założyciela kolonii fabrycznej na prawym brzegu rzeki Supraśl, w 1832 roku. W 1860 roku były tu już 4 fabryki sukna – największa Michałowskiego; poza tym Brauera, Konitza i Moritza. W fabrykach tych pracowało 650 pracowników. Wśród ludności przeważali Niemcy, dużą grupę stanowili też Żydzi. Do czasów obecnych zachowały się pozostałości ich cmentarza przy drodze do Białegostoku. W 1865 okoliczne tereny stały się własnością von Minkwitzów po tym, jak Michałowski został zesłany na Syberię za pomoc powstańcom styczniowym.
Do czasów I wojny światowej ważny ośrodek przemysłu włókienniczego. W 1915 roku w związku ze zbliżaniem się frontu do wschodnich rubieży współczesnej Polski, władze carskie zarządziły ewakuację fabryk z okolic Białegostoku. Większość wyposażenia zakładów w Michałowie zostało załadowanych na pociągi i wywiezione w okolice Moskwy. Razem z wyposażeniem, opuściło te tereny wielu robotników wraz z rodzinami.
W 1941 Niemcy utworzyli w Michałowie getto dla ludności żydowskiej. Zajmowało ono obszar w rejonie ulic: Sienkiewicza, Gródeckiej, Leśnej i Fabrycznej. Przez getto przeszło ok. 1,5 tys. Żydów. Zostało ono zlikwidowane 2 listopada 1942, a jego mieszkańcy wywiezieni do obozu przejściowego w Białymstoku. Stamtąd  michałowskich Żydów wywieziono i zamordowano w obozie zagłady w Treblince. W okresie okupacji Michałowem administrował słynny z okrucieństwa wójt Paul Malzer o pseudonimie „Krwawy”. Po wojnie został on osądzony i skazany na śmierć w Białymstoku.
W miejscowości działał Kombinat Rolny Michałowo.
W latach 1948–1950 stacjonował tu sztab 17 batalionu Ochrony Pogranicza, a w 1951 224 Batalion Wojsk Ochrony Pogranicza.
Prawa miejskie miejscowość otrzymała 1 stycznia 2009.

## Demografia
Według Powszechnego Spisu Ludności z 1921 roku miasteczko zamieszkiwało 2176 osób, wśród których 887 było wyznania mojżeszowego, 534 prawosławnego, 458 rzymskokatolickiego, 291 ewangelickiego i 6 greckokatolickiego (unickiego). Jednocześnie 873 mieszkańców zadeklarowało polską przynależność narodową, 782 żydowską, 251 niemiecką, 129 białoruską, a 141 inną (głównie rosyjską). Było tu 288 budynków mieszkalnych.

## Szkoły
- przedszkole

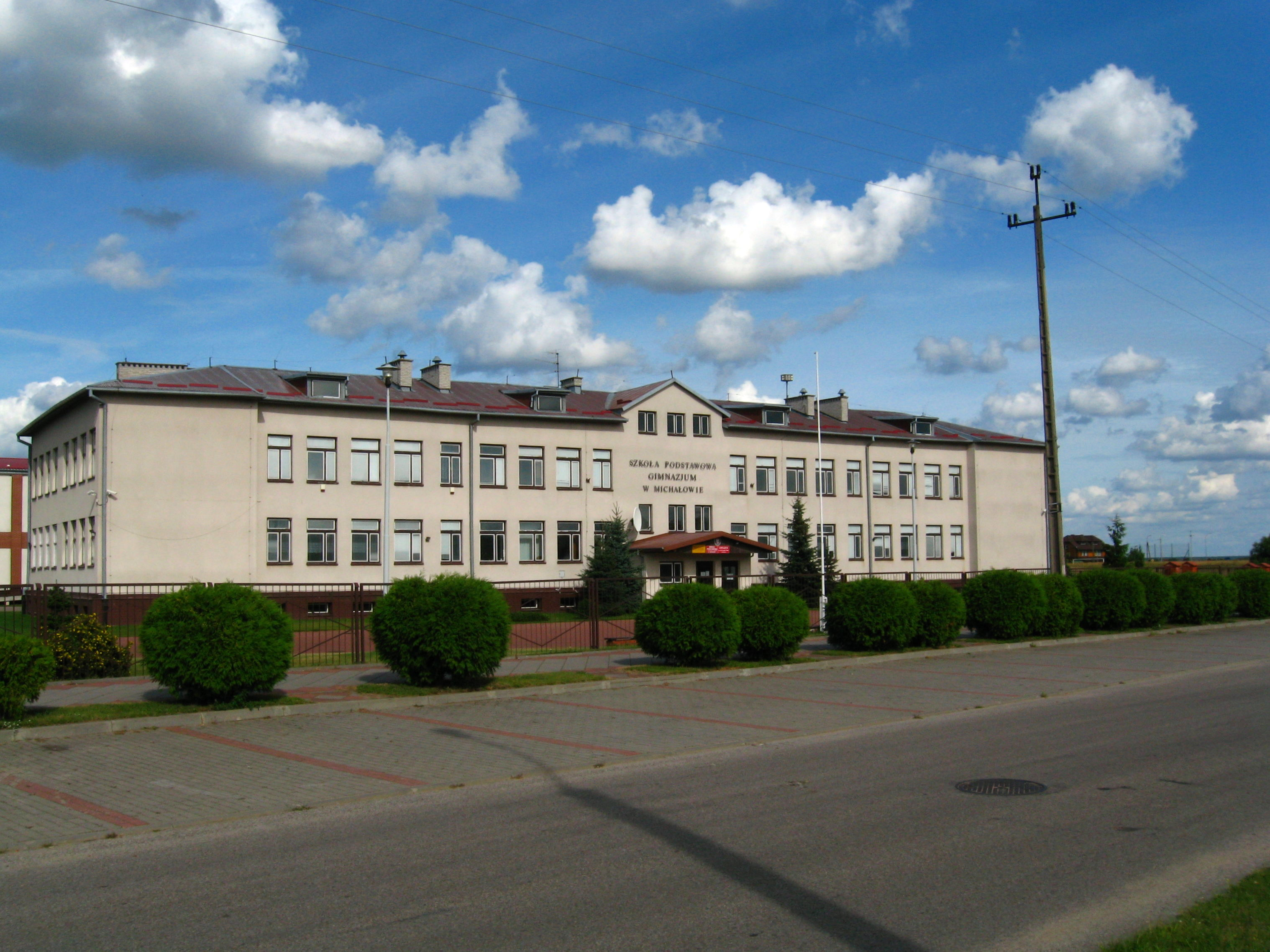
Szkoła Podstawowa w Michałowie

- Szkoła Podstawowa im. Władysława Syrokomli
- Zespół Szkół w Michałowie, istnieje od 1947 roku. W jego skład wchodzi:
  - Technikum (technik mechanik, technik ekonomista);
  - Szkoła Policealna (technik informatyk);
  - Liceum Ogólnokształcące;
  - II Liceum Ogólnokształcące dla Dorosłych;
  - Uzupełniające Liceum Ogólnokształcące dla Dorosłych;
  - Technikum Uzupełniające dla Dorosłych.

## Zabytki

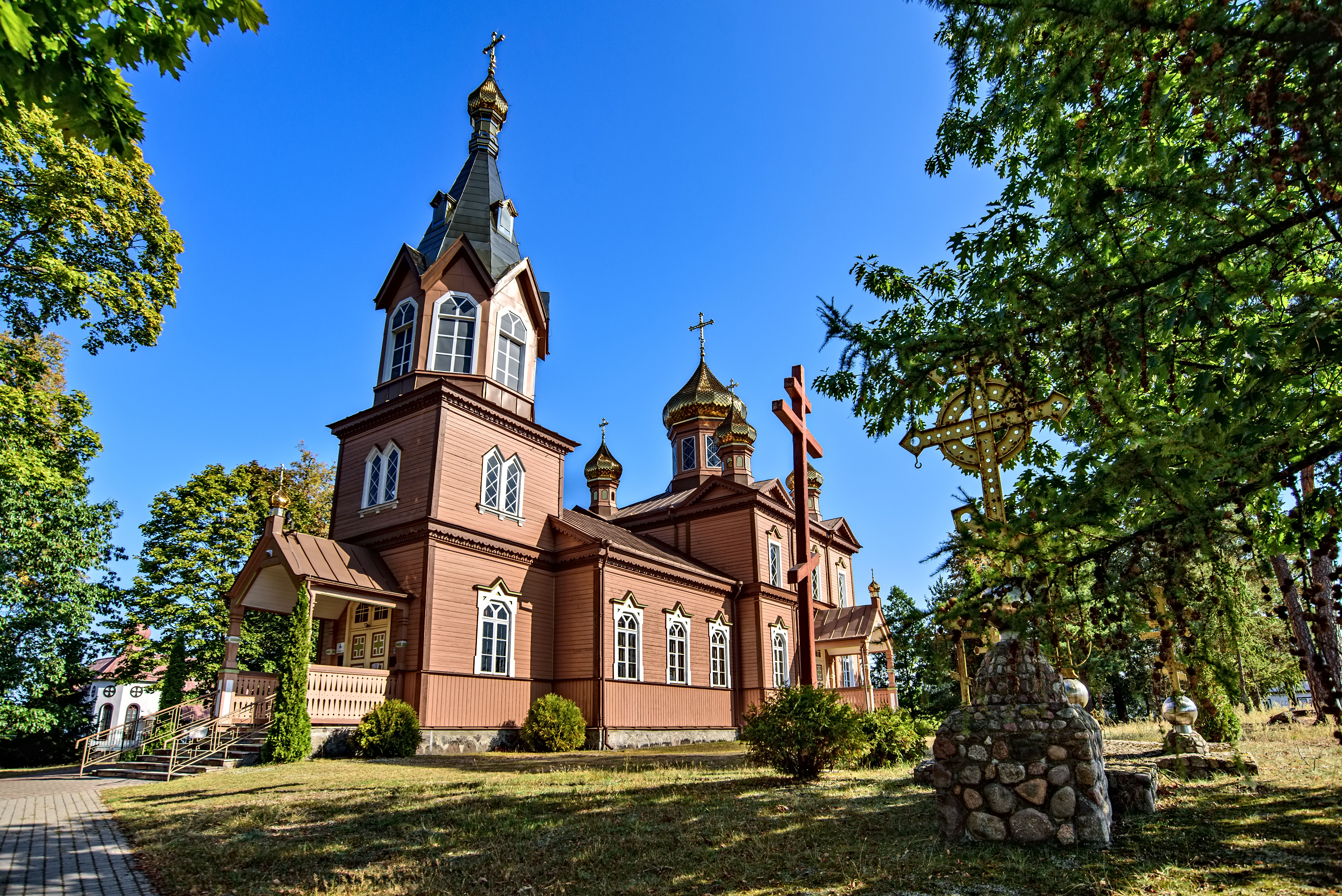
Drewniana cerkiew prawosławna św. Mikołaja

- rozplanowanie przestrzenne, XIX, nr rej.: A-266 z 19.06.1986
- dawny cmentarzyk, ul. Gródecka, nr rej.: j.w.
- kościół parafialny pw. Opatrzności Bożej, ul. Żwirki i Wigury, 1910-16, nr rej.: A-127 z 13.12.2004
- cmentarz kościelny, nr rej.: j.w.
- cerkiew prawosławna św. Mikołaja, drewniana, 1906–1910, nr rej.: A-422 z 24.11.1992[14]

## Świątynie

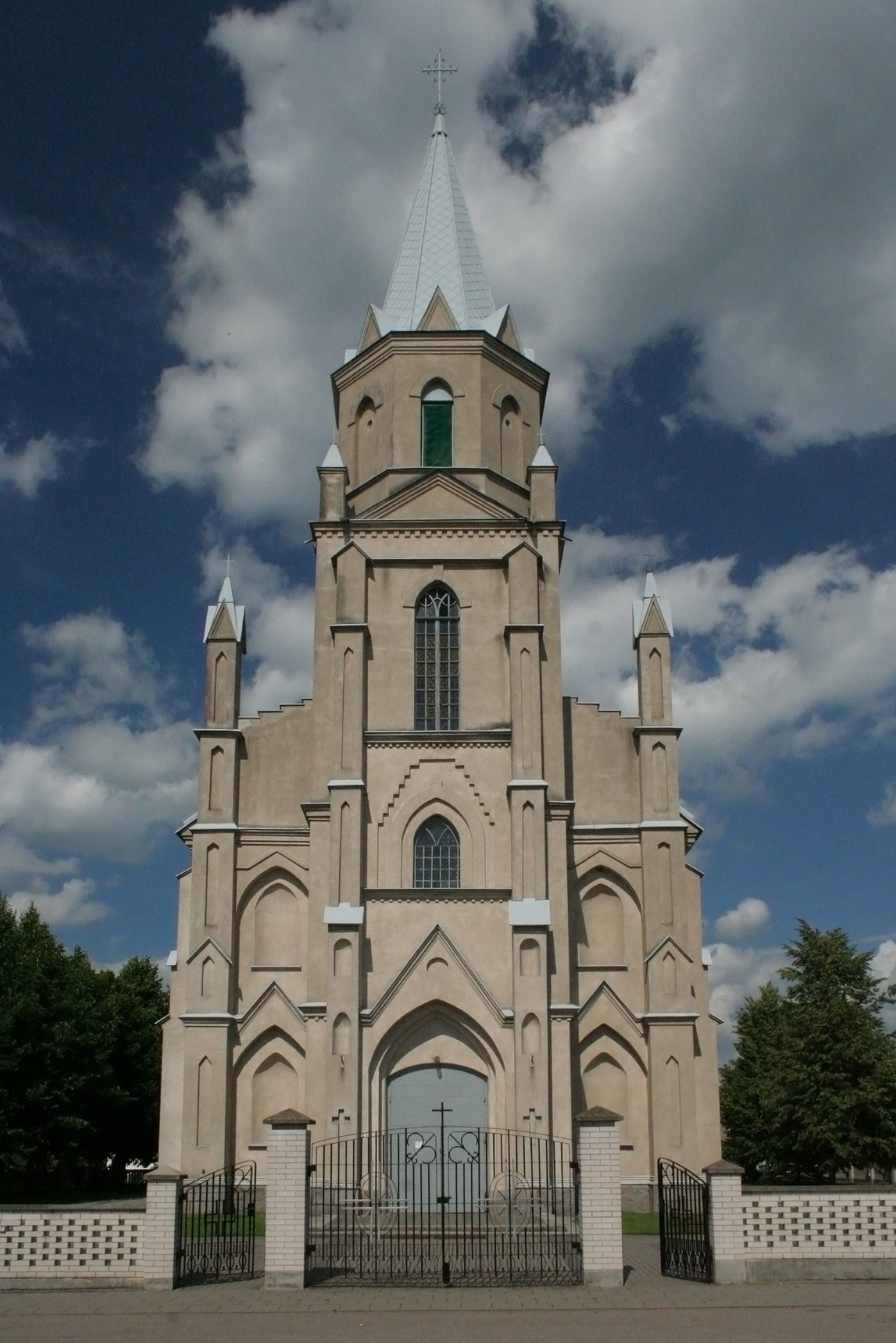
Kościół Opatrzności Bożej

- Parafialny kościół rzymskokatolicki Opatrzności Bożej (1909)
- Parafialna cerkiew prawosławna św. Mikołaja (1908)

## Wspólnoty wyznaniowe
- Kościół rzymskokatolicki:
  - parafia Opatrzności Bożej (kościół Opatrzności Bożej)[15]
- Kościół Chrześcijan Baptystów w RP:
  - placówka w Michałowie[16]
- Polski Autokefaliczny Kościół Prawosławny:
  - parafia św. Mikołaja (cerkiew św. Mikołaja)[17]
- Świadkowie Jehowy: 
  - Sala Królestwa (ul. Białostocka 19)[18]